# Valcău de Jos
Valcău de Jos là một xã thuộc hạt Sălaj, România. Dân số thời điểm năm 2002 là 3302 người.